# Efaroksan
Efaroksan je antagonist α2-adrenergičkog receptora .

## Spoljašnje veze
|  | Molimo Vas, obratite pažnju na važno upozorenje u vezi sa temama iz oblasti medicine (zdravlja). |